# Agrostis nagensis
Agrostis nagensis är en gräsart som beskrevs av Norman Loftus Bor. Agrostis nagensis ingår i släktet ven, och familjen gräs.
Artens utbredningsområde är Assam (Indien). Inga underarter finns listade i Catalogue of Life.